# Lexington (Géorgie)
Pour les articles homonymes, voir Lexington.
La ville de Lexington est le siège du comté d'Oglethorpe, dans l’État de Géorgie, aux États-Unis. Sa population s’élevait à 228 habitants lors du recensement de 2010, estimée à 225 habitants en 2017.

## Histoire
Lexington a été fondée en 1800. La même année, le siège du comté a été transféré de Philomath à Lexington. Celle-ci a été incorporée en tant que town en 1806 et nommée en hommage à la ville de Lexington, dans le Massachusetts.

## Démographie
| 1810 | 1880 | 1900 | 1910 | 1920 | 1930 |
| ---- | ---- | ---- | ---- | ---- | ---- |
| 222  | 441  | 635  | 545  | 469  | 455  |

| 1940 | 1950 | 1960 | 1970 | 1980 | 1990 |
| ---- | ---- | ---- | ---- | ---- | ---- |
| 517  | 514  | 376  | 322  | 278  | 230  |

| 2000 | 2010 | - | - | - | - |
| ---- | ---- | - | - | - | - |
| 239  | 228  | - | - | - | - |

| Groupe            | Lexington | Géorgie | États-Unis |
| ----------------- | --------- | ------- | ---------- |
| Blancs            | 75,0      | 59,7    | 72,4       |
| Afro-Américains   | 23,7      | 30,5    | 12,6       |
| Métis             | 0,9       | 2,1     | 2,9        |
| Océaniens         | 0,4       | 0,1     | 0,2        |
| Autres            | 0         | 7,7     | 11,5       |
| Total             | 100       | 100     | 100        |
|                   |           |         |            |
| Latino-Américains | 0         | 8,8     | 16,7       |

Selon l'American Community Survey, pour la période 2011-2015, 100 % de la population âgée de plus de 5 ans déclare parler l'anglais à la maison.

## Source
- (en) Cet article est partiellement ou en totalité issu de l’article de Wikipédia en anglais intitulé « Lexington, Georgia » (voir la liste des auteurs).